# Edo Bulat
Edo Bulat (Split, 17. veljače 1901. – Buenos Aires, 28. lipnja 1984.), hrvatski političar i ministar za vrijeme NDH. 

## Životopis
Studirao je pravo u Zagrebu, Parizu i Berlinu. Nakon postignutog doktorata prava, studira dodatno političke znanosti u Parizu. Nakon povratka u domovinu (1921.) radi kao odvjetnik u Splitu. Svoju političku aktivnost počinje 1922. kao tajnik Organizacije jugoslavenskih nacionalista (ORJUNA). Među njenim su osnivačima bili mnogi Hrvati iz Dalmacije, koji u jakoj unitarnoj državi i ideologiji integralnog jugoslavenstva tražili zaštitu od talijanskog imperijalizma. Kasnije mijenja političku orijentaciju. Tijekom 1930-ih godina jedan je od prvaka Hrvatske seljačke stranke u Splitu. Nakon potpisivanja Sporazuma Cvetković-Maček pristupa Ustaškom pokretu. Od tada je često bio na meti policije. Jedan je od petorice potpisnika izjave datirane 30. ožujka 1941. (za koju su se potpisi skupljali tek 5. travnja) u kojoj ustaški vođe i dvojica predstavnika HSS-a traže od Njemačke intervenciju u Jugoslaviji i pomoć u stvaranju nezavisne hrvatske države.

## Ministar u NDH
Nakon proglašenja NDH, Slavko Kvaternik ga 12. travnja 1941. imenuje za ministra za Dalmaciju. Odlazi u Split, ali već 21. travnja mora predati vlast talijanskom vojnom zapovjedniku. Od kolovoza 1941. do siječnja 1942. je poslanik u Rumunjskoj. Zatim se vraća u Zagreb i radi kao ravnatelj Hrvatskog nakladnog zavoda.
Nakon kapitulacije Italije, Pavelić ga 10. rujna 1943. imenuje izvanrednim ministrom za novooslobođene krajeve Dalmacije. Na putu u Split sudjeluje u borbi s partizanima. U Split ulazi nakon što su ga partizani pred njemačkim napadom morali napustiti, te 27. rujna osniva općinsku upravu. 
U travnju 1944., nakon pokolja koji je nad hrvatskim civilima provela 7. SS divizija "Prinz Eugen", dao je u Splitu uhititi 70 četnika povezanih s pokoljem.
Bio je ministar za novooslobođene krajeve je do svibnja 1944., kada postaje ministar bez lisnice.
U posljednjim mjesecima rata, radi kao politički rukovoditelj u Poglavnikovom tjelesnom sdrugu. Sudjeluje u pokušajima uspostavljanja veze sa Zapadnim saveznicima radi pregovora o predaji i prelasku na njihovu stranu u borbi protiv komunista.

## Emigracija
Zagreb napušta 6. svibnja 1945. kao pratilac Vladka Mačeka. Uspijeva otići na zapad, a od 1947. živi u Argentini. U emigrantskom časopisu Hrvatska misao objavio je autobiografske zapise Deseti travnja (1957.) i Pregovori u Ljubljani (1958.)